# Rok Flander
Rok Flander, né le 26 juin 1979 à Kranj, est un snowboardeur slovène spécialisé dans le slalom géant et le slalom (tous deux parallèles).
Lors des Championnats du monde 2007, il s'impose en slalom géant parallèle en battant en finale le champion olympique en titre Philipp Schoch.

## Palmarès

### Jeux olympiques d'hiver
- Turin 2006 : 7e du slalom géant parallèle
- Vancouver 2010 : 8e du slalom géant parallèle
- Sotchi 2014 : 22e en slalom parallèle et 6e en slalom géant parallèle

### Championnats du monde
- Championnats du monde 2007 à Arosa (Suisse) :
  -  Médaille d'or en slalom géant parallèle.
  -  Médaille de bronze en slalom parallèle.

### Coupe du monde
- Meilleur classement au général du parallèle : 3e en 2007.
- 13 podiums dont 4 victoires.